# Weissach (Kufstein)
Weissach ist ein Stadtteil und eine Ortschaft von Kufstein im Bezirk Kufstein.

## Geografie
Der südöstlich in Kufstein gelegene Stadtteil, erstreckt sich über etwa zwei Kilometer zwischen Mitterdorfer Bach im Norden und Weißache im Süden, am Fuß des Stadtbergs, einem Vorberg des Wilden Kaisers. Der Stadtteil hat etwa 2000 Einwohner, das ist  1⁄9 der Stadtbevölkerung. Er lässt sich unterteilen in:
- Weissach
- Mitterndorf
- Villenviertel

Zur Ortschaftsgebiet Weissach (dem Südteil, ohne Mitterndorf) zählen noch die Einzellagen Glemm und Hörfing, ganz im Süden des Stadtteils, und die Abhänge des Stadtbergs um die Jagdhütte Rodelhütte.
Zum Zählsprengel Weißach gehört neben der Ortschaft Weissach und den Teilen Mitterndorfs ohne Südlicher Vorstadt auch der Ortschaftsbestandteil Weidach (Ortschaft Endach, nördlich der Weißache). Umgekehrt werden Teile der Ortschaften Weissach und Mitterndorf beim Zählsprengel Südliche Vorstadt erfasst. Der Zählsprengel Weißach umfasste bei der Volkszählung 2001 247 Gebäude und 2.148 Einwohner (Hauptwohnsitze).
Nachbarortschaften von Weissach:
| Zell   | Kufstein                                    | Mitterndorf        |
|        | Kompassrose, die auf Nachbargemeinden zeigt | Kufstein-Stadtberg |
| Endach | Schwoich (Gem. Schwoich)                    |                    |

## Geschichte
Der Name leitet sich vom Bach Weißache ab.

### Einwohner und Gebäudestand nach Jahren
| Ortschaft Weissach | Grafschaft Tirol (Erzherzogtum Österreich) | Gefürstete Grafschaft Tirol mit dem Lande Vorarlberg (Kaiserthum Österreich) | Gefürstete Grafschaft Tirol mit dem Lande Vorarlberg (Kaiserthum Österreich) | Kronland Tirol (Österreich-Ungarn) | Kronland Tirol (Österreich-Ungarn) | Kronland Tirol (Österreich-Ungarn) | Kronland Tirol (Österreich-Ungarn) | Kronland Tirol (Österreich-Ungarn) | Kronland Tirol (Österreich-Ungarn) | Bundesland Tirol (1./2. Republik Österreich) | Bundesland Tirol (1./2. Republik Österreich) | Bundesland Tirol (1./2. Republik Österreich) | Bundesland Tirol (1./2. Republik Österreich) | Bundesland Tirol (1./2. Republik Österreich) | Bundesland Tirol (1./2. Republik Österreich) | Bundesland Tirol (1./2. Republik Österreich) |
| Jahr               | 1792                                       | 1834                                                                         | 1837                                                                         | 1869                               | 1880                               | 1890                               | 1900                               | 1910                               | 1923                               | 1934                                         | 1951                                         | 1961                                         | 1971                                         | 1981                                         | 1991                                         | 2001                                         |
| Einwohner          | −                                          | 86                                                                           | −                                                                            | 96                                 | 129                                | 154                                | 209                                | 283                                | 226                                | 229                                          | 1314                                         | 884                                          | 786                                          | 908                                          | 811                                          | 1071                                         |
| Gebäude            | 14                                         | 14                                                                           | 14                                                                           | 14                                 | 15                                 | 15                                 | 24                                 | 24                                 | 25                                 | 26                                           | 68                                           | 81                                           | 100                                          | 117                                          | 135                                          | 148                                          |

Anmerkung: Vor 1792 liegen keine eigenständigen Zählungen für den Ort vor

### Siedlungsgeschichte
Der Stadtteil entstand durch das kleine „Ur-Weissach“ und ein paar Häusern im etwa ein Kilometer entfernten Mitterndorf. Erst in den 1970er Jahren und vor allem in den letzten zehn Jahren wuchsen die beiden Stadtteile zusammen und werden heute fast ausschließlich Weissach genannt.
Bei einem Felssturz in den 1970ern brach vom Stadtberg ein großer Steinbrocken heraus und rollte Richtung Weissach. Da jedoch an dieser Stelle keine Häuser standen, kam es auch zu keinem Schaden. Noch jetzt brechen öfters kleine Steine vom Berg ab.

## Verkehr
Die Stadtbuslinien 1 und 2 führen durch Weissach, ebenso die Tiroler Straße B 171.

## Öffentliche Einrichtungen und Sehenswertes
In Weissach befinden sich Einrichtungen wie das Rote Kreuz, die Stadtpolizei, die Stadtfeuerwehr und die Produktion der bekannten Glashütte Riedel (Besichtigung möglich).
In Mitterndorf befindet sich die beliebte Kufsteiner Rodelbahn Aschenbrenner. Auf dem gleichen Berg ist auch die Aussicht Hochwacht zu finden.
In Weissach befand sich auch die Enrich-Kaserne des österreichischen Bundesheeres. Diese wurde im Sommer 2007 aufgelassen und später abgerissen. Die Stadtgemeinde Kufstein hat in Aussicht, ein rund 19.000 m² großes Grundstück des insgesamt etwa 60.000 m² großen Areals von der Republik Österreich kostenlos zu bekommen, nachdem die Stadt es ihr vor dem Bau der Kaserne geschenkt hatte. Das Areal wird voraussichtlich einem weiteren Wohn- und Gewerbegebiet Platz bieten.